# Ликург Атински
Ликург Атински е атински оратор от IV в. пр.н.е., умрял в 324 г. пр.н.е. Произхожда от древния род (евпатриди) Етеобутади и бил жрец в храма на Посейдон Ерехтей. Участвувал заедно с Демостен в борбата срещу Филип Македонски. След битката при Херонея през 338 г. пр.н.е. управлява финансите на Атина и предприема много строежи: арсеналът на Пирея, театърът на Дионис, гимназионът в Ликейона и пр. От речите му е запазена произнесената срещу Леократ, атинянин, обвинен, че изменил на войнишкия си дълг, като избягал след битката при Херонея.